# Мухосранськ

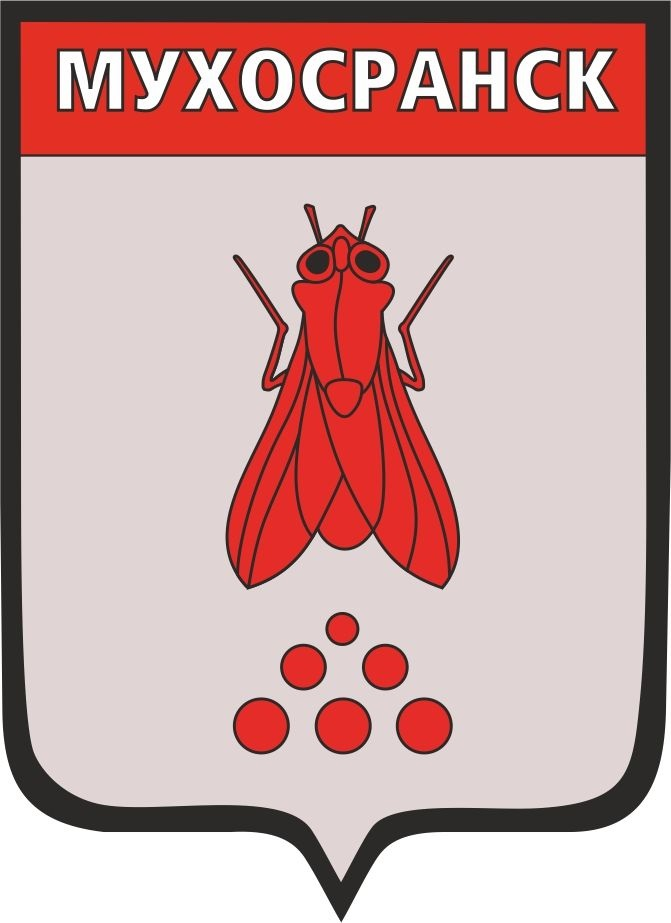
Гумористичний пропонований герб Мухосранська

Мухосра́нськ (рос. Мухосра́нск) — російський пейоративний квазітопонім, що означає «провінційне місто, глушина, глухомань». Такою вигаданою образливою назвою в сучасній Росії часто-густо називають малі міста зі слабко розвинутою інфраструктурою, протиставляючи їх великим містам, особливо Москві і Санкт-Петербургу.
Пейоративний квазітопонім характеризує описуваний об'єкт з негативного боку, вказуючи як на віддаленість його від центру, так і «на ставлення до об'єкта, що говорить». А. Ф. Білоусов відносить «Мухосранськ» до «обсценних найменувань», загальною рисою яких є традиційна для мешканців столиці «асоціація провінції з „дикістю“ та „брудом“». Певну роль у формуванні подібних образів може відігравати схожість у назвах вигаданого та реальних топонімів (наприклад, Мусохраново, Саранськ).

## Походження топоніма
Згідно з однією з версій, назва «Мухосранськ» могла з'явитися завдяки такому опису в оповіданні «Как это было» відомого радянського фейлетоніста А. Зоріча:
Коли складали 1862 року десятиверстну мапу імперії, зовсім і позначати не хотіли це місто. Але тут поповзла муха і зробила крапку. Стали цю точку вимірювати і, виявляється, прямісінько на наше місто муха зробила: така акуратна була муха, всіх градусів дотрималася, і широти, і довготи. Ну, звісно, карту псувати шкода, приписали тоді позначення, — і стало місто.
Оригінальний текст (рос.)
Когда составляли в 1862 году десятивёрстную карту империи, вовсе и обозначать не хотели этот город. Но тут поползла муха и сделала точку. Стали эту точку измерять и, оказывается, прямехонько на наш город муха сделала: такая аккуратная была муха, все градусы соблюла, и широту и долготу. Ну, конечно, карту портить жалко, приписали тогда обозначение, — и стал город.— Цит. згідно з: В. В. Абашев, А. Ф. Белоусов, Т. В. Цивьян. Геопанорама русской культуры: Провинция и её локальные тексты

Когда составляли в 1862 году десятивёрстную карту империи, вовсе и обозначать не хотели этот город. Но тут поползла муха и сделала точку. Стали эту точку измерять и, оказывается, прямехонько на наш город муха сделала: такая аккуратная была муха, все градусы соблюла, и широту и долготу. Ну, конечно, карту портить жалко, приписали тогда обозначение, — и стал город.— Цит. по: В. В. Абашев, А. Ф. Белоусов, Т. В. Цивьян. Геопанорама русской культуры: Провинция и её локальные тексты
Сама назва «Мухосранськ» у тексті відсутня. У пресі вперше з'являється у повісті Алли Кторової «Кларка-терористка»:
Зараз 50-й рік і Ліна закінчує Фармшколу. Справа йде якнайкраще. За всі три роки навчання у неї жодної четвірки. Суцільна відмінниця і її, серед п'яти відсотків тих, хто особливо відзначився, не «розподіляють», не направляють на роботу в «Мухосранськ», а дають можливість вступити в Москві до Фармацевтичного Інституту.

## Використання у ЗМІ
На думку О. Ф. Білоусова, «Мухосранськ» як «символ провінційного міста» в сучасній Росії не менш популярний, ніж, наприклад, «Урюпінськ». Разом з тим, дослідник відзначає значно меншу поширеність цього слова в пресі, вважаючи його надто «експресивним та непридатним для друку».
Як відзначають різні джерела, у зв'язку з прийняттям у 2012 році поправок до федерального закону «Про захист дітей від інформації, що завдає шкоди їх здоров'ю та розвитку», слово «Мухосранськ» може зникнути з ефіру центральних телеканалів.